# لوودوپا
لوودوپا (به انگلیسی: Levodopa) یا اِل‌دوپا، یک آمینو اسید است که به‌عنوان بخشی از بیولوژی طبیعی گیاهان، انسان‌ها و جانوران، تولید و مورد استفاده قرار می‌گیرد. انسان‌ها نیز مانند برخی از جانوران، لوودوپا را از طریق بیوسنتز اسید آمینهٔ اِل تیروزبن می‌سازد. لوودوپا پیش‌ماده تولید ناقلین عصبی چون دوپامین، نوراپی‌نفرین و همچنین آدرنالین است که همهٔ این انتقال‌دهنده‌ها با هم با عنوان کاتکول‌آمین‌ها شناخته می‌شوند. لوودوپا همچنین در آزادسازی فاکتورهای نوروتروفیک توسط مغز و دستگاه عصبی مرکزی دخالت دارد.
لوودوپا می‌تواند به شکل خالص خود تولید شده و به‌عنوان یک ماده روانگردان به فروش برسد. نام‌های تجاری این ماده عبارتند از Sinemet, Pharmacopa, Atamet, Stalevo, Madopar و همچنین Prolopa.

## موارد مصرف
لوودوپا در درمان بیماری پارکینسون مصرف می‌شود. این دارو، کندی حرکات (برادی‌کینزی) و سختی عضلات (ریجیدیتی) بیماران پارکینسونی را بیشتر از رعشه (ترمور) بهبود می‌بخشد. لوودوپا به منظور افزایش غلظت دوپامین در درمان بیماری پارکینسون و بیماری سگاوا مورد استفاده قرار می‌گیرد. این روش درمانی برای نخستین بار توسط George Cotzias و همکارانش اثبات و اجرا شد که به پاس این کشف، برنده جایزه لاسکر نیز شدند.
دوپامین ماده‌ای است که نبود یا کمبود آن در مغز موجب بیماری پارکینسون می‌شود. بدن می‌تواند در عقده‌های مغز لوودوپا را به دوپامین تبدیل کند لذا بهبودی قابل توجهی در بیماران پارکینسونی انتظار می‌رود.
زمانی که لوودوپا وارد سیستم عصبی مرکزی می‌شود به‌وسیلهٔ آنزیم Aromatic L-amino acid decarboxylase به دوپامین تبدیل می‌شود. پیریدوکسال فسفات (ویتامین ب۶) یکی از کوفاکتور‌های مهم در این واکنش محسوب می‌شود در نتیجه گاهی همراه لوودوپا برای بیمار تجویز می‌شود.
علاوه بر سیستم عصبی مرکزی، لوودوپا در سیستم عصبی محیطی نیز به دوپامین تبدیل می‌شود. سیگنالینگ بیش از حد دوپامین در سیستم عصبی محیطی می‌تواند عوارض جانبی فراوانی داشته باشد. برای پیشگیری از دکربوکسیلاسیون دوپامین، این دارو اغلب به صورت ترکیب با سایر داروها مانند لوودوپابی (لودوپا + بنسرازید) و کاربی‌دوپا (لودوپا + کاربی دوپا) بیشتر به کار می‌رود که سرعت تبدیل لودوپا به دوپامین در بدن را کاهش می‌دهد و موجب می‌شود لوودوپای بیشتری از سد خونی مغز عبور کند. به زبانی دیگر، به‌طور معمول در کنار لوودوپا از مهارکنندهٔ دوپامین محیطی مثل کاربیدوپا (جهت ممانعت از تشکیل دوپامین در سیستم عصبی محیطی) استفاده می‌شود. عدم استفاده از این مهار کننده‌ها به حدی باعث عوارض جانبی لوودوپا می‌شود که در طول تاریخ عمل بسیاری سردرگمی شده بود.
همچنین ترکیب این دو دارو به عنوان یک درمان بالقوه برای سندرم پای بی‌قرار نیز مورد مطالعه قرار داده شد و مشاهده‌ای از کاهش علائم این بیماری دیده نشد.
پس از تجویز داروی لوودوپا، دو نوع پاسخ مشاهده می‌شود:
- یک پاسخ کوتاه، مدت که مربوط به نیمهٔ عمر داروست.
- پاسخ بلندمدت که مربوط به حداقل دو هفتهٔ بعدی است. در درمان پارکینسون این پاسخ معمولاً برای مراحل اولیه ب بیماری مشاهده می‌شود که مغز هنوز توانایی خود را در ذخیره دوپامین از دست نداده‌است.

## نقش بیولوژیکی
لوودوپا از طریق بیوسنتز اسید آمینهٔ L-tyrosine ساخته می‌شود.  دوپامین، نوراپی‌نفرین وآدرنالین از لوودوپا  نشات گرفته‌اند که به‌طور کلی با عنوان کاتکول‌آمین‌ها شناخته می‌شوند.

## اثرات جانبی
اثرات جانبی لوودوپا شامل:
- افت فشار خون به‌خصوص اگر دوز دارو بیش از حد بالا باشد.
- آریتمی (به ندرت)
- تهوع که اغلب با مصرف همراه مواد غذایی کاهش می‌یابد. اگرچه پروتئین باعث کاهش جذب دارو می‌شود و از آن‌جایی که لوودوپا یک اسید آمینه است در نتیجه پروتئین باعث مهار جذب داروی لوودوپا توسط بدن می‌شود.
- خونریزی گوارشی
- اختلال تنفس
- ریزش مو
- سردرگمی
- مشکلات عاطفی به خصوص اضطراب افزایش بیش از حد میل جنسی
- رؤیا دیدن زیاد یا بی‌خوابی
- توهم بینایی و هالوسه
- اثرات یادگیری؛ برخی از شواهد نشان می‌دهد که این دارو حافظه کاری را بهبود می‌بخشد در حالی که به سایر عملکردهای پیچیده‌تر خدشه وارد می‌کند.
- خواب‌آلودگی و تجربهٔ حمله خواب

عوارض جانبی داروی لوودوپا از سایر درمان‌های آنتی پارکینسونی مثل آنتی‌کولینرژیک‌ها کمتر است.
سایر اثرات جانبی مهم داروی لوودوپا در درمان بیماری پارکینسون عبارت‌اند از:
- - بدتر شدن عملکرد با کاهش اثر دارو
  - انجماد در هنگام حرکت
  - عدم تأثیر دوز دارو (مقاومت دارویی)
  - دیسکینزی
  - سندرم اختلال تنظیم دوپامین

معمولاً برای جلوگیری از این اثرات سعی می‌شود تا دوز لوودوپا تا حد ممکن کاهش پیدا کند.

## تاریخچه
دانشمند سوئدی به نام آروید کارلسون در دههٔ ۱۹۵۰ نشان داد که با تزریق لوودوپا در حیوانات، علائم بیماری پارکینسون در آن‌ها به شدت کاهش یافت. در راستای این تحقیق، کارلسون جایزه نوبل فیزیولوژی یا پزشکی سال ۲۰۰۰ را دریافت کرد. در سال‌های ۱۹۶۰ و ۱۹۶۱ فردی به نام اوله هورنیکیویچ به همراه همکارش Walther Birkmayer پس از این‌که متوجه کاهش چشمگیر میزان دوپامین در مغز بیماران پارکینسونی شد، مقاله‌ای در رابطه با تأثیر لوودوپا پس از تزریق وریدی در درمان بیماری پارکینسون را منتشر کرد. این دارو بعدها توسط George Cotzias برای مسمومیت‌های منگنز و درمان‌های پارکینسونی توسعه یافت. همچنین یک متخصص مغز و اعصاب به نام الیور ساکس در کتاب خود با عنوان بیداری‌ها (که همنام با فیلمی با همین عنوان است) این روش درمانی را به تفصیل شرح داد.
جایزه نوبل شیمی سال ۲۰۰۱ نیز به داروی لوودوپا مربوط بود. کمیته اهدای جایزهٔ نوبل ۱/۴ از جایزهٔ آن سال را به ویلیام نولز اهدا کردند که بر روی یک‌سری واکنش‌های شیمیایی خاص تمرکز کرده بود که در حالاتی نیز منجر به تولید لوودوپا می‌شد.